# پرویز کاظمی (سناتور)
پرویز کاظمی (۱۲۸۲–۱۳۶۴) قاضی دادگستری، عضو انجمن شهر در زمان رضاشاه، وکیل حقوق بین‌الملل و دو دوره سناتور در دورهٔ پهلوی دوم بود.

## پیشینه
او در سال ۱۹۲۰ از دانشگاه هومبولت برلین دانش‌آموخته شد پس از آن دکترای حقوق بین‌الملل خود را از دانشگاه سوربن گرفت. پدرش میر سید احمد خان و پدر بزرگش میر سید کاظم تفرشی از والا مقام‌های دربار ناصرالدین شاه قاجار بود که در سمتِ وزیر دواب فعالیت می‌کرد. میر سید کاظم به‌خاطر ریش بلندش در دربار به میر سید کاظم خان ریش مشهور بود. ناصرالدین شاه که طبع هنری داشت پرتره‌ای از وزیر دواب محبوب خود کشیده‌است.
کاظمی کودکی خود را در خانهٔ پدری خود که اکنون به عمارت کاظمی معروف است، گذارند. این بنا همانند خانه‌های سنتی ایرانی شامل بیرونی، اندرونی، آب‌انبار، مطبخ و اصطبل است. حیات بیرونی در جنوب و اندرونی در شمال واقع شده‌است و خانهٔ فعلی بخش کوچکی از مجموعه‌ای بوده‌است که اکنون جدا شده‌است. آنچه از قسمت اصلی این خانه بازمانده است قسمت شاه‌نشین است که یک طبقه زیر و یک طبقه روی دارد.
او در سال ۱۹۳۰ با ایراندخت احتشامی (خانواده‌های کاظمی و احتشامی هر دو از خانواده‌های مشهور هزار فامیل بودند) ازدواج کرد و سال‌هایی که در ایران ماند را در ملک شخصی خود که توسطِ هوشنگ سیحون ساخته شده بود، زندگی کرد. کاظمی که سال‌ها بود بین ایران و فرانسه زندگی می‌کرد، قبل از انقلاب ۵۷ و پس از بهبود از سکتهٔ قلبی به نیس در فرانسه رفت و در سال ۱۳۶۴ در همین شهر درگذشت.